# Herzogliche Druckerei (Barth)
Die Herzogliche Druckerei (lateinisch officina ducalis), auch Fürstliche Druckerei (lateinisch officina principis), bestand von 1582 bis zum Jahre 1604. Sie nimmt in der Geschichte des Buchdrucks in Pommern eine bedeutende Stellung ein. Ihr bedeutendstes Werk ist die Barther Bibel.

## Geschichte
Herzog Bogislaw XIII. von Pommern ließ 1582 in Barth eine Offizin einrichten. Obwohl aus dem Anfangsjahr noch ein Druckbogen vorhanden ist, lässt sich der früheste Druck erst für 1584 unter Andreas Seitner (auch Seytner oder Seydner) mit einer Schrift des Generalsuperintendenten Jacob Runge nachweisen. Ein Förderer der Einrichtung war Martin Marstaller, Erzieher des Herzogssohns Philipp II., der seine Schriften dort drucken ließ. In Barth befand sich die Druckerei zuerst an der Westseite der Hundestraße, dann in der Badstubenstraße. Schließlich wurde sie in einem Haus auf der südlichen Hälfte des Schlosshofes untergebracht.
1584 begannen unter Andreas Seitner die Vorbereitungen zum Druck einer niederdeutschen Bibelausgabe für Pommern. Nach Seitners Fortgang übernahm 1586 Hans Witte die Druckerei, unter dem 1586 die Fertigstellung der Bibel erfolgte. Die größte Produktivität erreichte die Druckerei zwischen 1586 und 1594. Danach ging die Produktion deutlich zurück.  Es wurden neben Reden, Predigten, Traktaten und Gerichtsordnungen eine Genealogie und ein Stammbaum der pommerschen Greifen herausgegeben. Neben Werken Luthers erschienen unter anderem Schriften von Philipp Melanchthon und Erasmus von Rotterdam, Balthasar Rüssows Chronica der Provinz Lyfflandt, Werke von Nathan Chyträus, Lorenz Rhodomann, Konrad Schlüsselburg und Jakob Seidel, sowie von Aristoteles.

## Verbleib der Druckerei
Schon während der Zeit der Tätigkeit der Druckerei in Barth wurden Druckstöcke von Titelrahmen, Bordüren und anderen Schmuckelementen an Druckereien in Rostock, Greifswald und Stettin weitergegeben. Nach der Verlegung des herzoglichen Hofes nach Stettin 1604 liegt die Geschichte der Druckerei und der Verbleib ihres Typenmaterials im Dunkeln. Letzteres wurde nach Stettin mitgenommen und da dort bereits eine Druckerei bestand, in die Oderburg verbracht. Eine erneute Aufnahme des Betriebs erfolgte nicht, stattdessen wurden die besten Lettern verliehen oder verkauft und gelangten so u. a. an die Ferbersche Druckerei und die Greifswalder Universitätsdruckerei. Davon abweichend gibt Gottlieb Mohnike an, dass die fürstliche Offizin auf der Oderburg durch die fürstlichen Beamten Samuel Eyrer und Johann Dübern betrieben und schließlich von Nicolaus Bartholdi erworben worden sein soll. Johannes Micraelius soll Bartholdi dazu bewegt haben, die Druckerei 1632 an den schwedischen König Gustav II. Adolf zu verkaufen. Der König schenkte sie der neugegründeten Academia Gustaviana Dorpatensis.

## Druckarbeiten
Die Erzeugnisse der Druckerei, gleich ob von 1600 oder nur 4 Seiten Umfang, waren durchgängig von hoher Qualität. Das Schriftbild war sauber, die Zeilen und Ränder des Druckspiegels wurden exakt gehalten, die Titelblätter und Textillustrationen mit qualitätvollen Stichen geschmückt, teils mit aufwendig gestalteten Rahmenstücken versehen. Gerade kleine Gelegenheitsschriften, anlässlich von Geburtstagen, Eheschließungen, Todesfällen, Promotionen usw. erschienen andernorts vielfach „nebenbei“ produziert – mit dem, was der Drucker gerade so in seinem Setzkasten bei der Hand hatte. In Barth dagegen wurde die Druckerei nicht an eine Privatperson vergeben, die für das Druckprivileg eine Summe Geldes bezahlen und anschließend wieder verdienen musste, sondern wurde mit dem Ziel, gute Drucke zu liefern, als Fürstliche Druckerei im Besitz des Herzogs Bogislaw XIII. betrieben, der vermutlich dem Renaissancegelehrten Martin Marstaller die direkte Aufsicht übertrug.

## Museum
Seit 2001 befindet sich in dem ehemaligen St. Jürgen-Hospital, außerhalb der historischen Altstadt Barths ein Bibelzentrum. Ein kompletter Ausstellungsbereich befasst sich mit dem Bibeldruck und der fürstlichen Druckerei in Barth und zeigt auch ein Exemplar der Barther Bibel. 2009 wurde die Ausstellung um ein Exemplar der Lübecker Bibel erweitert, die als Textvorlage für den Bibeldruck in der Barther Druckerei angesehen wird.